# Jouy-sous-les-Côtes
Jouy-sous-les-Côtes is een Franse plaats en voormalige gemeente in het departement Meuse in de regio Grand Est.
Op 1 januari 1973 fuseerde de gemeente met Corniéville en Gironville-sous-les-Côtes tot de gemeente Geville, waarvan Jouy-sous-les-Côtes de hoofdplaats werd.
Corniéville · Gironville-sous-les-Côtes · Jouy-sous-les-Côtes